# Hyalocoa atra
Hyalocoa atra là một loài bướm đêm thuộc phân họ Arctiinae, họ Erebidae.